# Pontoon Beach, Illinois
Pontoon Beach är en ort (village) i Madison County, i delstaten Illinois, USA. Enligt United States Census Bureau har orten en folkmängd på 5 818 invånare (2011) och en landarea på 25,9 km².